# Saint-Laurent, Cher

Saint-Laurent este o comună în departamentul Cher, Franța. În 1 ianuarie 2022 avea o populație de 511 de locuitori.